# Измит
Вижте пояснителната страница за други значения на Коджаели.
Измит (на турски: İzmit) е град в Северозападна Турция, административен център на област Коджаели, а също и на нейната централна околия Измит. В миналото градът е познат като Никомедия (наречена на цар Никомед I от траките), по-късно като Никомидия и като Коджаели в Османската империя.

## География
Разположен е на Измитския залив на Мраморно море, на около 100 км източно от Истанбул. Има население от 199 023 жители (2000). Смята се, че преди Измитското земетресение от 1999 година населението е достигало 210 000 жители. Урбанизираният район около Измит има 577 932 жители. Цялата област Коджаели има 1 411 845 жители.

## История
Никомедия е източната столица на Римската империя между 286 и 324 г. по време на Тетрархалната система, въведена от Диоклециан. Служи за столица на Константин Велики между 324 и 330 г., до провъзгласяването на Византион официално за Новия Рим (по-късно познат като Константинопол, днес Истанбул).
Градът носи името Никомедия до 1337 година, когато след заемането му от селджукските турци са разрушени градските стени и е изтребено почти цялото му население.

## Известни личности
Родени в Измит
- Арам Агопян, 20-годишен, ІІІ отделение, 12 лозенградска дружина[1]

Починали в Измит
- Али Кемал (1867 – 1922), политик